# MSC World America
La MSC World America è una nave da crociera appartenente alla compagnia di navigazione MSC Crociere, nave ammiraglia della compagnia dal 2025.

## Caratteristiche
Come la World Europa, anche la World America è alimentata interamente a GNL, in linea con l'obiettivo a lungo termine della compagnia di raggiungere emissioni zero nel 2050. È la prima nave alimentata a GNL della compagnia ad essere completamente dedicata al mercato statunitense, oltre che la più grande presente negli Stati Uniti.
Inoltre, è dotata di moderni impianti di trattamento delle acque reflue e di gestione del riciclo dei rifiuti ed è in grado di ricevere alimentazione da terra, mediante il sistema del cold ironing.

## Costruzione
Il 24 ottobre 2022, in concomitanza con la consegna della gemella World Europa si è tenuta la cerimonia del taglio della prima lamiera presso i cantieri navali di Saint-Nazaire, durante la quale è stato annunciato che il nome della seconda nave della classe World sarebbe stato MSC World America. Nell'aprile 2024 la cerimonia di float-out dà inizio alla fase finale di costruzione della nave.

## Servizio
Consegnata alla compagnia il 27 marzo 2025, MSC World America è stata battezzata il 9 aprile a Miami, luogo da cui è partita il 12 aprile per la sua crociera inaugurale.

## Navi gemelle
- MSC World Europa
- MSC World Asia (2026)
- MSC World Atlantic (2027)